# Скорульська Роксана Микитівна
Рокса́на Мики́тівна Скорульська (13 квітня 1945 — 24 січня 2021) — український джерелознавець, актриса за фахом (Національний університет театру, кіно і телебачення ім. І.Карпенка-Карого, 1963—1967; Київський театр юного глядача 1968—1975). З 1976 — науковий співробітник Меморіального будинку-музею М. В. Лисенка у складі Київського Державного музею театру музики і кіно (Лауреат Премії ім. М. В. Лисенка). З 1988 — завідувачка музею Миколи Лисенка (у складі Музею видатних діячів української культури Лесі Українки, Миколи Лисенка, Панаса Саксаганського та Михайла Старицького).
Викладач Київського інституту музики ім Р.Глієра (з 1988).
Автор понад 60 публікацій в українських та зарубіжних наукових виданнях та періодиці. Упорядник нотних видань:
- «Коли настав чудовий май. Солоспіви та ансамблі М.Лисенка на вірші Г.Гейне» / Концепція, упорядкування, коментарі, вступна стаття «До історії написання вокальних творів М. Лисенка на вірші Г. Гейне в переспівах українських поетів» Р.Скорульської) // К., Голов. спеціаліз.. ред. літерат. мовами нац. меншин України, 2001.- 103 с,: іл.,- укр., нім.
- « У гаю, гаю… Музика Миколи Лисенка до „Кобзаря“ Тараса Шевченка». Вокальні твори для голосу з фортепіано / Упорядкування, передмова, коментарі // К. : Унів. вид-во «Пульсари», 2014. — 72 с.:- іл. монографічних видань:
- М.Скорульський. Воспоминания. Письма. Материалы / Упорядкування, примітки, списки, іменний покажчик Р. Скорульської) // К. : «Музична Україна» , 1988. — 326 с.: іл., — рос..
- Микола Лисенко. Листи. / Упорядкування, примітки та коментарі Р. Скорульської — К. : "Музична Україна2, 2004. — 665, [14] с., [24] арк. фотоіл., портр.
- Микола Лисенко. Бібліографія: наук.- допом. бібліогр. покажч. / М-во культури і туризму України, Нац. парламент. б-ка України, Мемор. музей М. В. Лисенка ; упоряд. : І. О. Негрейчук ; Р. М. Скорульська, М. В. Чуєва. — Х. : Фоліо, 2009. — 224 c.
- Р. Скорульська, М. Чуєва. «Микола Лисенко. Дні і  роки» — Т. І (1842—1092) // К. : «Музична Україна», 2015—744 с.: — іл.
- Р.Скорульська. «Лисенки давні і сьогочасні» / Історико-літературне дослідження та поколінний розпис шляхетського роду Лисенків XVII -ХХ ст., вибрані документи Департаменту Герольдії правлячого Сенату/«Український музичний архів», вип. 2 // К. : Центрмузінформ,1999, — ст. 130—191 .